# Andy Middleton

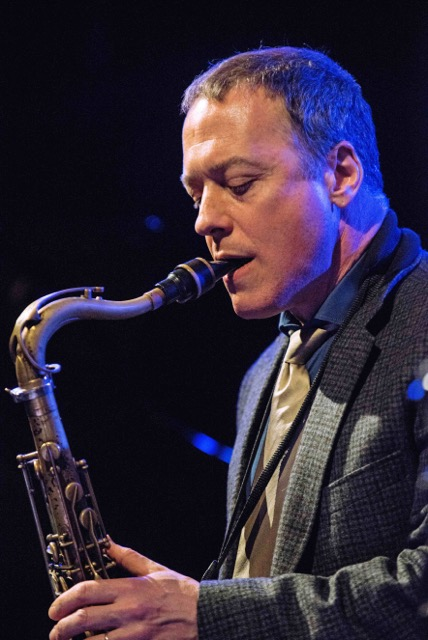
Andy Middleton

Andrew L. „Andy“ Middleton (* 22. Mai 1962 in Harrisburg (Pennsylvania)) ist ein amerikanischer Jazzmusiker (Tenor- und Sopransaxophon, Komposition, Arrangement). Seit 2006 lebt er in Wien, wo er als Professor an der Musik und Kunst Privatuniversität der Stadt Wien lehrt.

## Leben und Wirken
Middleton studierte an der University of Rochester, N.Y., und an der University of Miami. Er lebte zwanzig Jahre in New York, wo er mit Lionel Hampton, der Bigband von Bob Mintzer, Randy Brecker und Maria Schneider arbeitete, aber auch seine eigene Band leitete. Daneben war er Co-Leader des kanadisch-amerikanischen Quartetts The Fensters, das Tradition und Moderne mit viel Ironie verknüpfte. Tom Lord zufolge war er zwischen 1983 und 2013 an 32 Aufnahmen im Bereich beteiligt und ist auch auf Alben von Randy Bernsen, Štefan Bartuš oder The NewYorkestra zu hören. Als Komponist und Arrangeur schrieb er zahlreiche Werke für unterschiedliche Jazzensembles vom Quartett bis zur Big Band und zahlreiche Arrangements für Standards im Vocaljazzbereich. Saxophonquartette und andere kammermusikalische Werke.

## Preise und Auszeichnungen
Middleton wurde 1991 beim Europäischen Jazzwettbewerb in Belgien mit dem Ersten Preis als bester Solist und für das beste Arrangement ausgezeichnet. 2004 erhielt er ein Kompositionsstipendium des Chamber Music America’s New Works Creation and Presentation Program.

## Schriften
- Melodic Improvising Advance Music, 2005

## Diskographische Hinweise
- Three Hearts, Three Minds, Alessa Records, 2011
- Between Worlds, Prova Records, 2010, mit Tino Derado, Alan Jones
- The European Quartet Live, Qrious Music, 2007, mit Tino Derado, Paul Imm, Alan Jones
- Reinventing the World, Intuition Music, 2003 featuring Kenny Wheeler mit Sheila Cooper, Darcy Hepner, John Hébert, Henry Hey, Owen Howard, Nils Wogram
- Nomad’s Notebook, Intuition Music, 1999 featuring Ralph Towner & Dave Holland mit Noah Bless, Jamey Haddad, Henry Hey, Alan Jones
- Terra Infirma, Owl Records, 1995 featuring Renee Rosnes
- Acid Rain, Owl, 1991 featuring Joey Calderazzo